# Amédée de Roquefeuil
Pour les autres membres de la famille, voir Famille de Roquefeuil Blanquefort.
Amédée Alexandre, comte de Roquefeuil, né à Saint-Pol-de-Léon le 27 janvier 1804 et mort le 17 juillet 1877 à Plougonven (Finistère), est un officier de marine et homme politique français.

## Biographie
Roquefeuil appartint à la marine comme officier, et se présenta, avec l'appui du parti monarchiste et catholique, aux élections du 13 mai 1849 à l'Assemblée législative dans le département du Finistère. Élu député, il siégea à droite dans la majorité monarchiste. Il resta attaché au parti légitimiste et ne se rallia pas à la politique particulière de l'Élysée.

## Sources
- « Amédée de Roquefeuil », dans Adolphe Robert et Gaston Cougny, Dictionnaire des parlementaires français, Edgar Bourloton, 1889-1891 [détail de l’édition]